# Västra Hultasjön, Lappland
Västra Hultasjön är en sjö i Sorsele kommun i Lappland och ingår i Umeälvens huvudavrinningsområde. Sjön har en area på 0,887 kvadratkilometer och ligger 357 meter över havet. Sjön avvattnas av vattendraget Huftabäcken.

## Delavrinningsområde
Västra Hultasjön ingår i det delavrinningsområde (724964-157633) som SMHI kallar för Utloppet av Västra Hultasjön. Medelhöjden är 413 meter över havet och ytan är 33,13 kvadratkilometer. Räknas de 2 avrinningsområdena uppströms in blir den ackumulerade arean 52,9 kvadratkilometer. Huftabäcken som avvattnar avrinningsområdet har biflödesordning 3, vilket innebär att vattnet flödar genom totalt 3 vattendrag innan det når havet efter 289 kilometer. Avrinningsområdet består mestadels av skog (77 procent) och sankmarker (15 procent). Avrinningsområdet har 1,67 kvadratkilometer vattenytor vilket ger det en sjöprocent på 5,1 procent.